# Orbey
Orbey (en alsacià Urwes) és un municipi francès, situat a la regió del Gran Est, al departament de l'Alt Rin. L'any 2007 tenia 3.707 habitants.

## Demografia
| 1962  | 1968  | 1975  | 1982  | 1990  | 1999  |
| ----- | ----- | ----- | ----- | ----- | ----- |
| 3.160 | 3.236 | 3.369 | 3.114 | 3.382 | 3.548 |

## Administració
| Període   | Identitat     | Partit |
| --------- | ------------- | ------ |
| 2001-2008 | Jean Schuster |        |
| 2008-     | Guy Jacquey   | DVD    |